# Tourisme dans les Yvelines
Le tourisme dans les Yvelines est fortement marqué par la présence du château de Versailles, qui est l'une des principales attractions touristiques de la France. 
Les Yvelines bénéficient de la proximité de Paris, qui est la ville la plus visitée au monde et induit un afflux important de touristes étrangers, et en même temps le centre d'une agglomération considérable qui trouve dans ce département, le plus riche en forêts d'Île-de-France,  l'un de ses poumons verts.      
Voici une liste des lieux et curiosités remarquables des Yvelines. 

## Principaux points d'intérêt

### Les châteaux

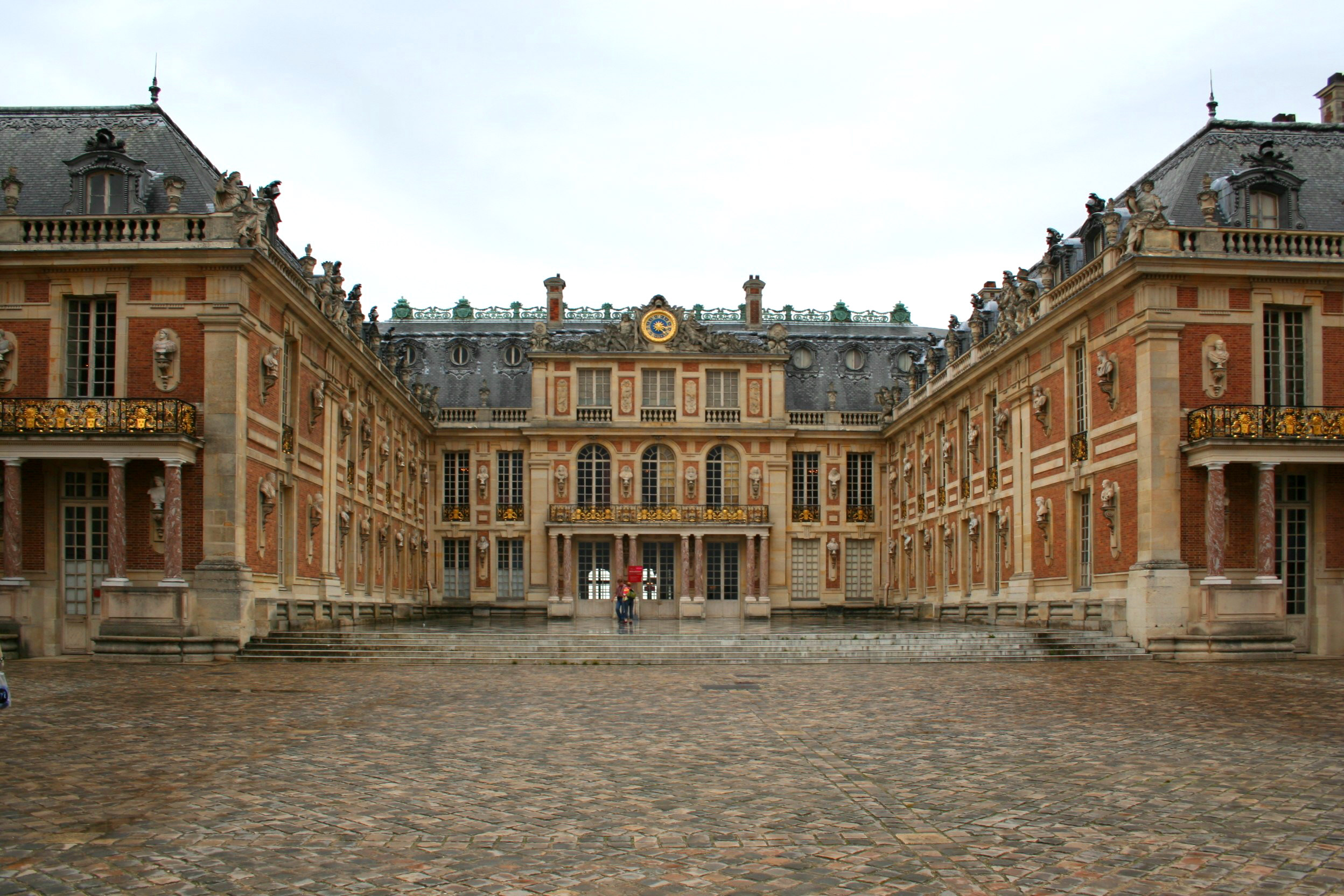
Le château de Versailles

- Château de Versailles (2 853 976 vis. en 2003)
- Château de Béhoust
- Château de Boulémont
- Château de Breteuil (108 000 vis. en 2003)
- Château de Dampierre
- Château de Maisons-Laffitte (13 479 vis. en 2002)
- Château de Rambouillet (16 514 vis. en 2003)
- Château de Rosny-sur-Seine
- Château de Saint-Germain-en-Laye (61 637 vis. en 2003)
- Château de Thoiry

### Les musées
En 2007, le département des Yvelines compte 5 581 307  visites de musée ce qui le place au deuxième rang derrière Paris (23 754 227 visites) et représente 18 % des visites en Île-de-France (30 726 602) ; les visites sont essentiellement due au château de Versailles qui avec ses 5 326 317 visites contribue pour 95 % à la fréquentation des musées yvelinois.
- Centre national de l'estampe et de l'art imprimé (Chatou)
- Collection d'art religieux ancien (Église de Craches, Prunay-en-Yvelines)
- Fondation d'art contemporain Daniel et Florence Guerlain (Les Mesnuls)

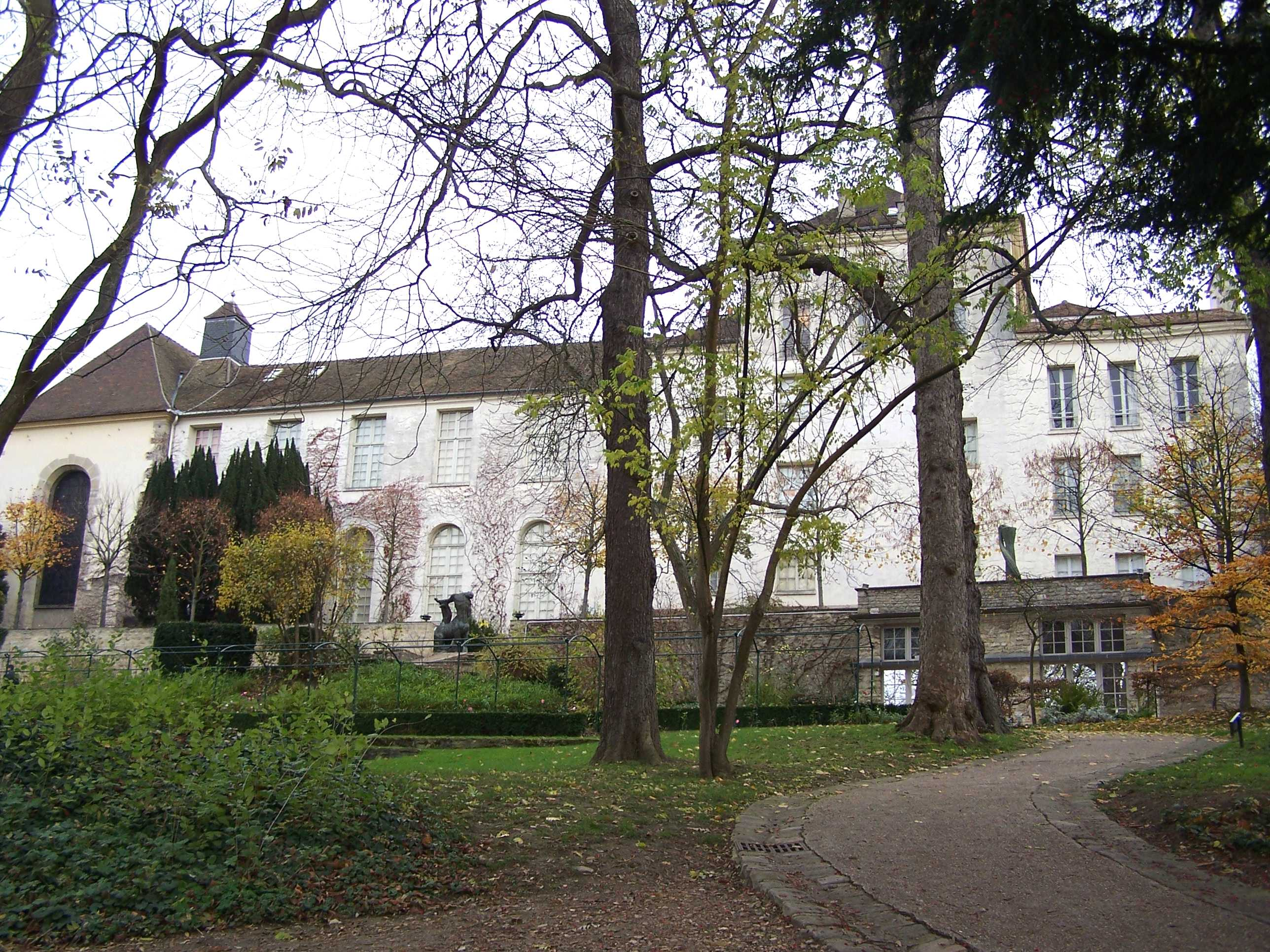
Le musée Maurice Denis de Saint-Germain-en-Laye

- Musée des Antiquités nationales (Saint-Germain-en-Laye) (61 637 vis. en 2003)
- Musée d'Arts et d'Histoire de Poissy (Poissy)
- Musée des arts et traditions populaires (Saint-Arnoult-en-Yvelines)
- Musée de la batellerie (Conflans-Sainte-Honorine) (15 423 vis. en 2003)
- Musée des carrosses (Versailles)
- Musée du château de Sully (Rosny-sur-Seine)
- Musée du Cheval de courses (Maisons-Laffitte)
- Musée des collections de l'aventure automobile (Poissy)
- Musée départemental Maurice Denis « Le Prieuré » (Saint-Germain-en-Laye) (27 627 vis. en 2003)
- Musée des Deux Trianons (Versailles)
- Musée Duhamel (Mantes-la-Jolie)
- Musée du costume militaire (Sainte-Mesme)
- Musée de la maison Fournaise (Île des impressionnistes, Chatou)
- Musée du général Leclerc de Hautecloque (Saint-Germain-en-Laye).
- Musée de la grenouillère (Croissy-sur-Seine)
- Musée de l'Hôtel-Dieu (Mantes-la-Jolie)
- Musée international d'art naïf (Vicq)
- Musée du jouet (Poissy) (20 676 vis. en 2003)
- Musée Lambinet (Versailles)
- Musée de la locomotion et de l'attelage de l'Île de France (Coignières)

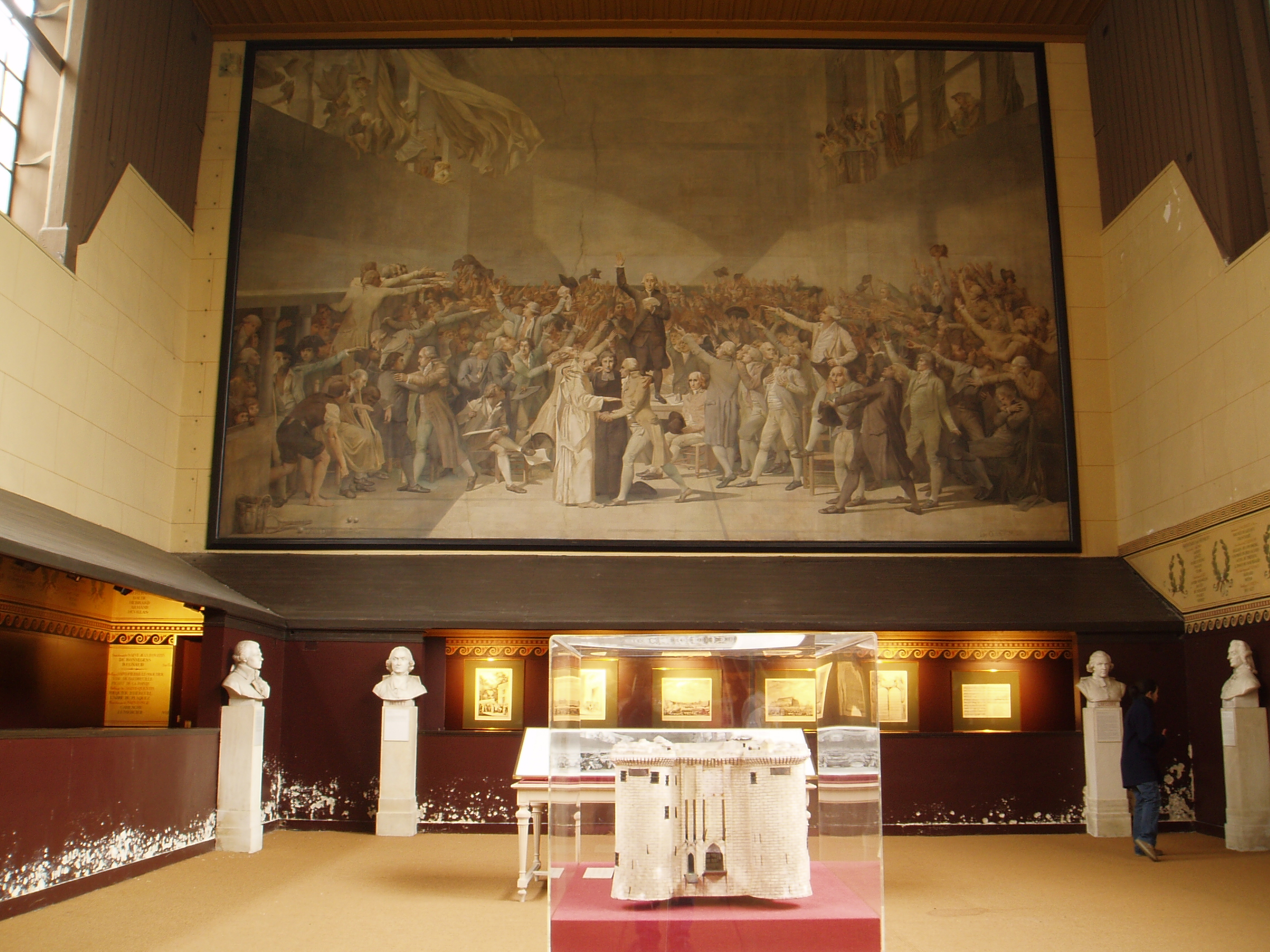
Vue actuelle de la Salle du Jeu de Paume

- Musée du lycée militaire (Saint-Cyr-l'École)
- Musée Maximilien Luce (Mantes-la-Jolie)
- Musée du mouton (Rambouillet)
- Musée national des Granges de Port-Royal (Magny-les-Hameaux)
- Musée des "Grandes Heures du Parlement" (Versailles) (73 148 vis. en 2003)
- Musée promenade, parc de Marly « La grille royale » (Marly-le-Roi-Louveciennes)
- Musée de la Salle du Jeu de paume (Versailles)
- Musée de la toile de Jouy (Jouy-en-Josas) (14 265 vis. en 2003)
- Osmothèque, la mémoire des parfums (Versailles)
- Musée Rambolitrain (Rambouillet)
- Musée du vélo (Favrieux)
- Musée Véra (Saint-Germain-en-Laye)
- Musée Victor Aubert (Maule)
- Musée de la ville de Saint-Quentin-en-Yvelines (Montigny-le-Bretonneux)

### Vestiges militaire
- Batterie de Bouviers à Guyancourt.L'entrée principale de la Batterie de Bouviers

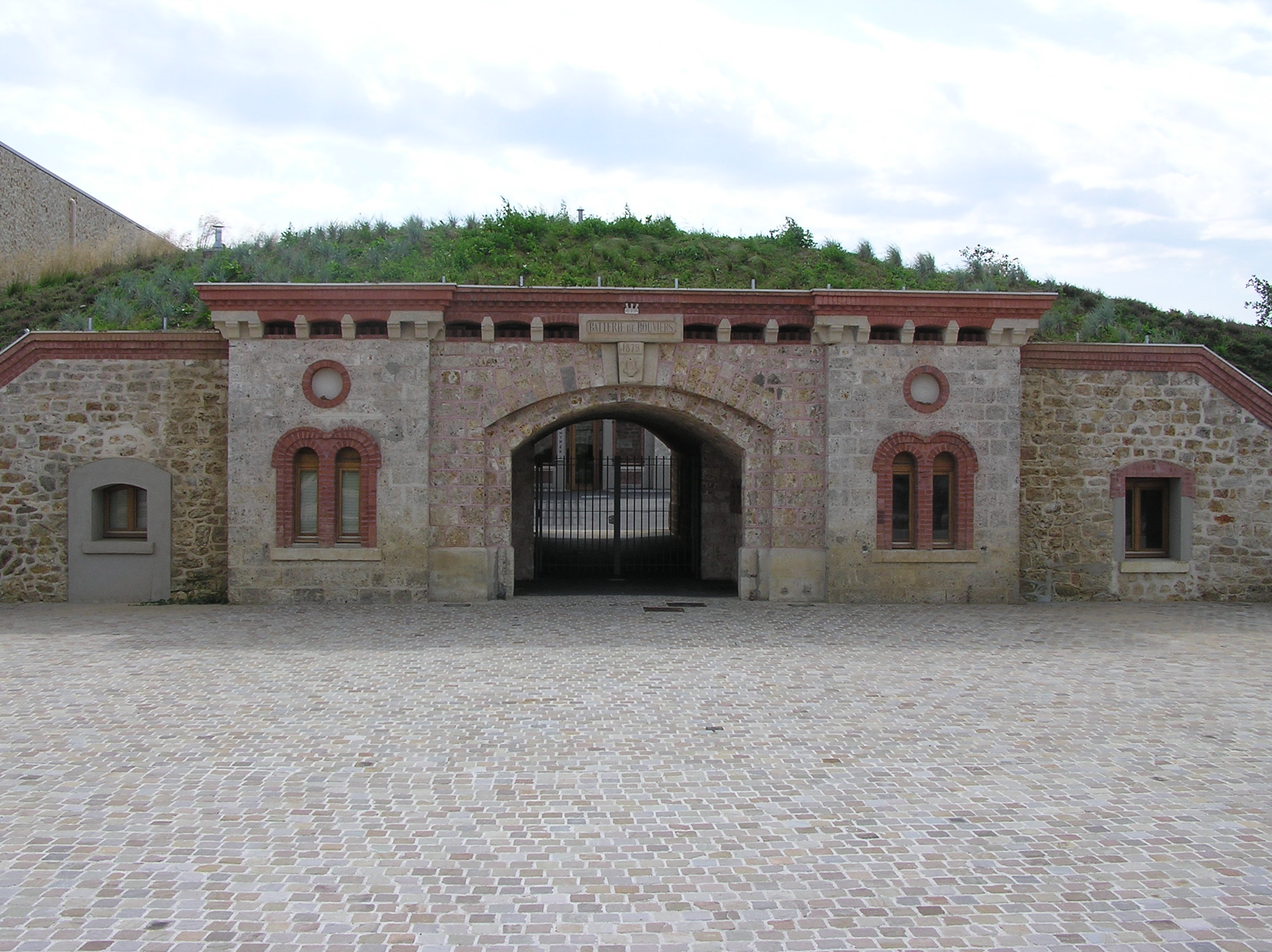
L'entrée principale de la Batterie de Bouviers

### Maisons d'artistes, d'écrivains et de personnages célèbres

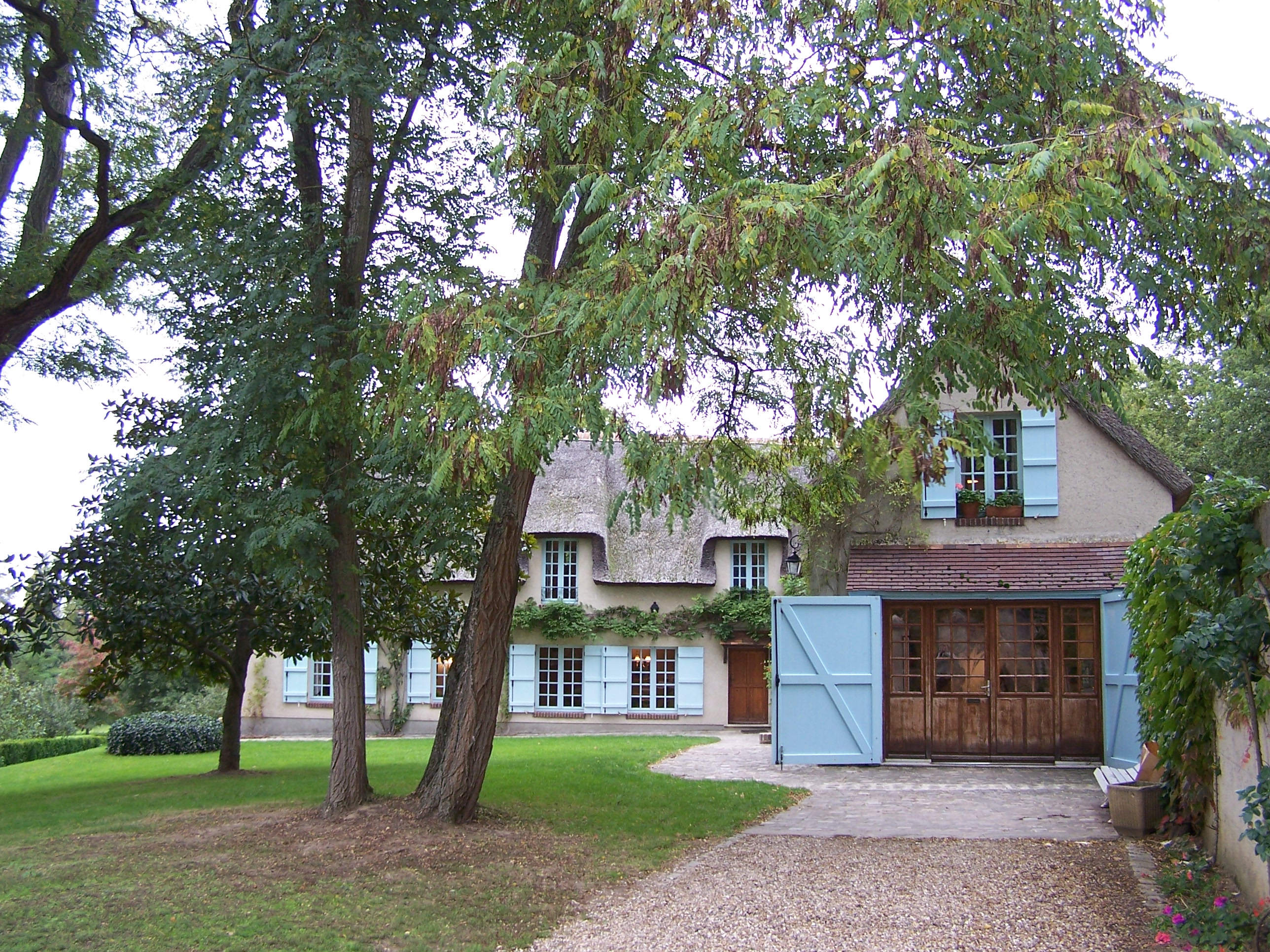
Maison de Jean Monnet à Bazoches-sur-Guyonne

- Maison d'André Derain à Chambourcy
- Maison d'Elsa Triolet-Louis Aragon  à Saint-Arnoult-en-Yvelines
- Maison d'Émile Zola à Médan
- Maison de Jean Monnet à Bazoches-sur-Guyonne (11 015 vis. en 2003)
- Maison historique de Léon et Jeanne Blum à Jouy-en-Josas
- Maison-musée Maurice Ravel à Montfort-l'Amaury
- Musée Claude Debussy à Saint-Germain-en-Laye
- Musée Ivan Tourgueniev à Bougival
- Maison de Sisley (Marly-le-Roi)
- Château de Monte-Cristo, demeure d'Alexandre Dumas au Port-Marly
- Maison Fournaise à Chatou

Voir aussi Route historique des maisons d'écrivains

### Parcs et jardins

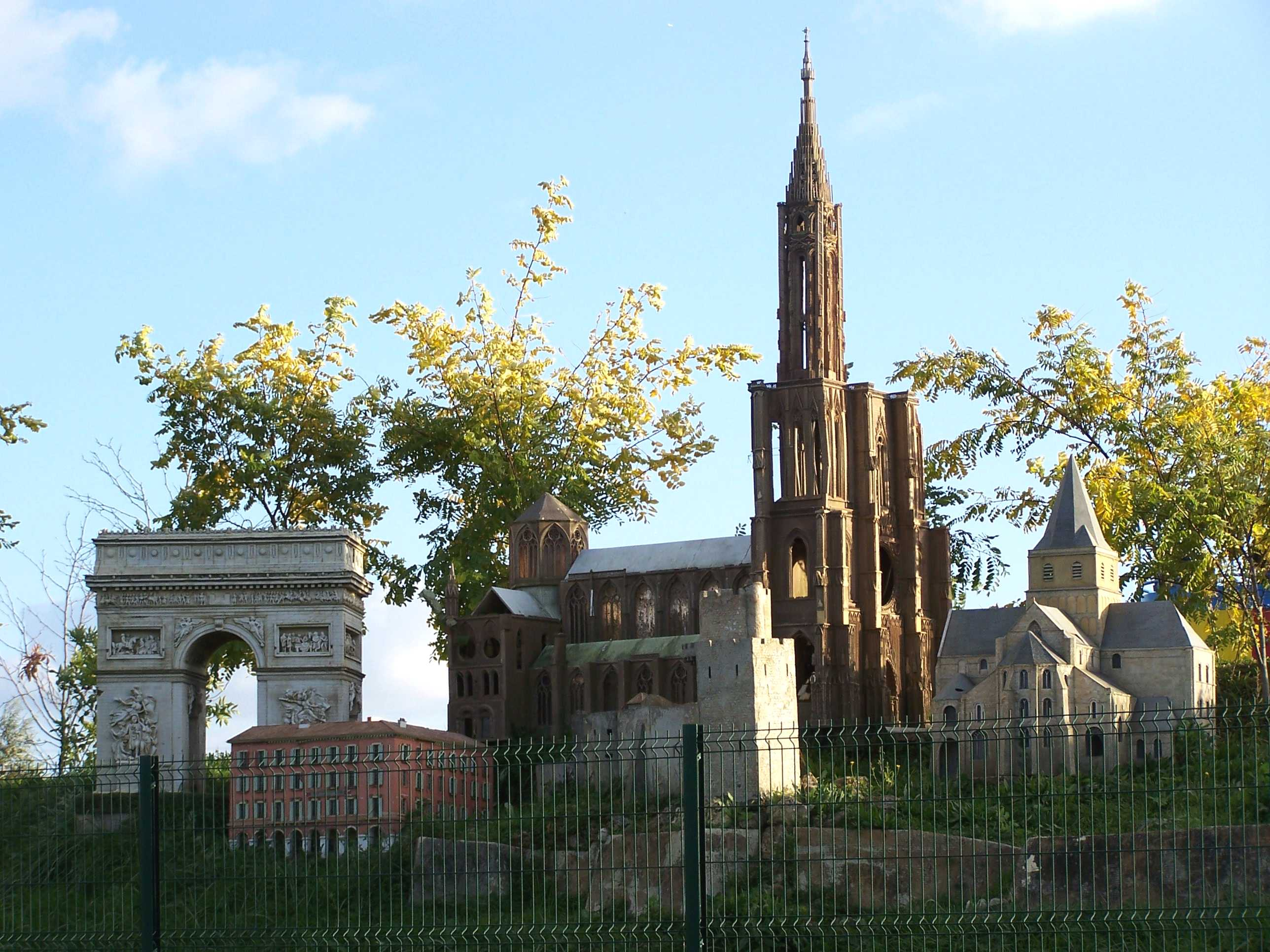
Vue de France miniature à Élancourt

Voir Liste des parcs et jardins des Yvelines
- Arboretum de Chèvreloup (Rocquencourt) (14 436 vis. en 2003)
- La Serre aux papillons (La Queue-les-Yvelines) (55 000 vis. en 2013)
- Domaine national de Marly-le-Roi (Marly-le-Roi)
- Parc Meissonier (Poissy)
- France miniature (Élancourt)
- Parc de Versailles
- Parc aux Étoiles de l'observatoire (Triel-sur-Seine)
- Parc animalier de Thoiry (Thoiry) (386 000 vis. en 2003)
- Parc Balby (Versailles)
- Potager du roi (Versailles)
- Réserve zoologique de Sauvage (Château Sauvage, Émancé) : fermée
- Espace Rambouillet (Rambouillet)
- Pièce d'eau des Suisses (Versailles)
- Parc des Sources de la Bièvre à Guyancourt
- Désert de Retz est un jardin anglo-chinois  du XVIIIe siècle, à Chambourcy
- Château de Groussay est un château privé dont on visite le parc, à Montfort-l'Amaury
- Jardin Yili, jardin privé chinois, à Saint-Rémy-l'Honoré

### Les étangs et plans d'eau

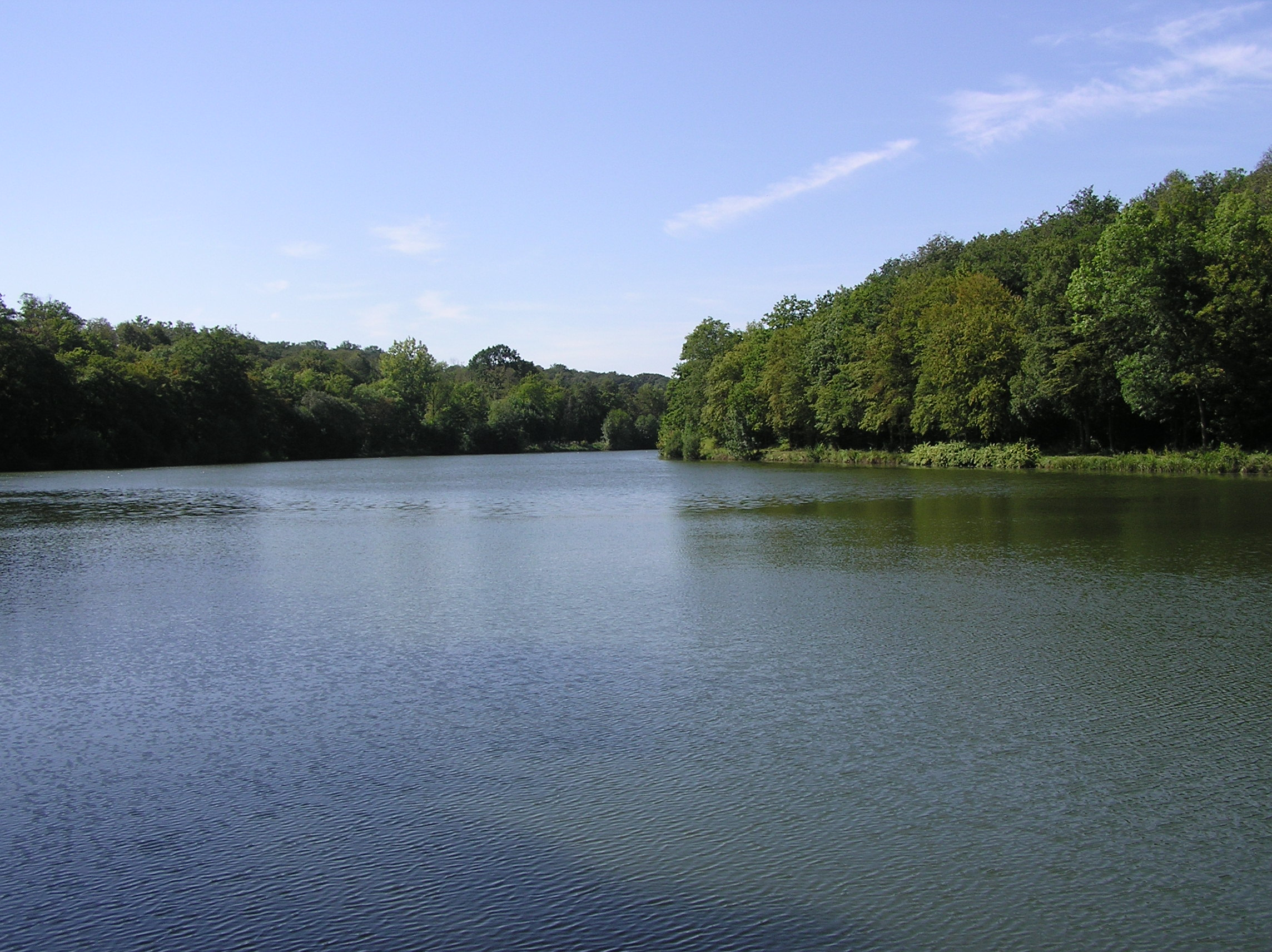
L'étang du Val d'Or, un des Etangs de La Minière.

- Pièce d'eau des Suisses à Versailles
- Étang de Saint-Quentin à Trappes
- Etangs de La Minière à Guyancourt
- Étangs de Hollande sur les communes du Perray-en-Yvelines et des Bréviaires

## Parcs naturels
- Parc naturel régional Haute Vallée de Chevreuse
- Parc naturel régional du Vexin français

## Autres

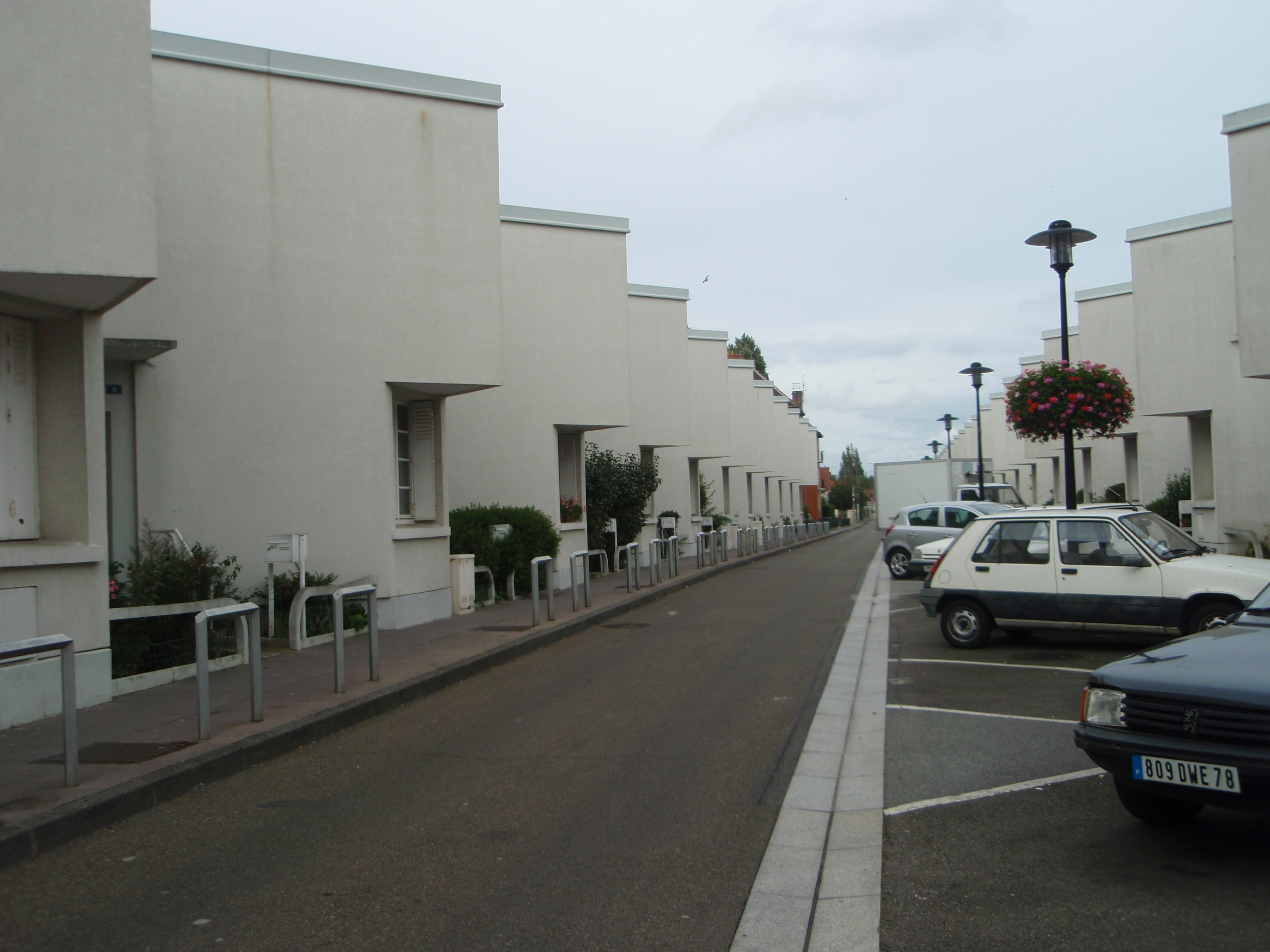
La cité des dents de scie à Trappes.

- Domaine de l'Abbaye des Vaux-de-Cernay (Cernay-la-Ville)
- Le centre départemental de météorologie de Trappes: observatoire fondé en 1896, il porte le nom de son fondateur, Léon Teisserenc de Bort et abrite le service d'études instrumentales de Météo-France. Site historique de la météorologie, classé à l'inventaire supplémentaire des monuments historiques, berceau des premières mesures en altitude qui conduiront à la découverte de la stratosphère en 1899. L'abri de gonflement de ballon-sonde est utilisé pour deux lâchers opérationnels par jour.
- Villa Savoye (Poissy) (23 972 visites en 2003).
- Les Dents de Scie : cité ouvrière construite dans les années 1930 à Trappes,destinées aux cheminots, pour la Compagnie des chemins de fer, sur des lotissements proches de la gare .Les pavillons sont implantés à 45° le long de la Rue Marceau,expliquant le nom de la cité « Les dents de scie ».

## Capacité d'hébergement
Les Yvelines comptent 3538 établissements d'hôtellerie et de restauration employant 17 176 salariés(chiffres 2004).

### Les résidences secondaires

Communes ayant plus de 10 % de résidences secondaires

Selon le recensement général de la population du 1er janvier 2008, 2,0 % des logements disponibles dans le département étaient des résidences secondaires.
Ce tableau indique les principales communes des Yvelines dont les  résidences secondaires et occasionnelles dépassent 10 % des logements totaux.